# Scottish Northern Football League
Die Scottish Northern Football League war eine Fußball-Liga in Schottland die von 1891 bis 1920 bestand. Die „nördliche Fußballliga“ war eine von mehreren Ligen in der Anfangszeit des Fußballs in Schottland.

## Geschichte
Die Northern Football League wurde 1891 gegründet und war zunächst in den Grafschaften Forfarshire und Perthshire sowie in Aberdeenshire ansässig. Später erstreckte sie sich bis nach Süden in die Region Fife. 1893/94 war die erste von vier Spielzeiten, in der die Meisterschaft nicht beendet wurde. Die anderen waren 1911/12, 1913/14 und 1914/15. 1909 wechselten einige Vereine in die neugegründete Central Football League.
Von da an bis 1920 galt die Liga mitunter als Unterbau für die Scottish Football League, Division One und Two. 1912 sollte die North Eastern League zusammen mit einigen Verein aus den Scottish Borders geschaffen werden, dies scheiterte, als die Eastern Football  League ohne die Teams aus Forfarshire gegründet wurde. Die Northern League wurde während des Ersten Weltkriegs nicht ausgespielt. Für die Spielzeit 1919/20 wurde der Spielbetrieb wieder aufgenommen, aber die Saison jedoch nicht beendet.

## Meister
Die Meister der Liga waren:
- 1891/92: East End Dundee / Dundee Our Boys
- 1892/93: FC Arbroath
- 1893/94: nicht beendet
- 1894/95: nicht ausgetragen
- 1895/96: Forfar Athletic
- 1896/97: FC Orion
- 1897/98: Victoria United
- 1898/99: FC Orion
- 1899/1900: Dundee Wanderers
- 1900/01: FC Dundee A
- 1901/02: Raith Rovers
- 1902/03: FC Dundee A
- 1903/04: FC Montrose
- 1904/05: FC Dundee A
- 1905/06: FC Aberdeen A
- 1906/07: Kirkcaldy United / FC Dundee A
- 1907/08: Brechin City
- 1908/09: FC Dundee A
- 1909/10: FC Dundee A
- 1910/11: FC Aberdeen A
- 1911/12: nicht beendet
- 1912/13: Brechin City
- 1913/14: nicht beendet
- 1914/15: nicht beendet
- 1915–1919: Wegen des Ersten Weltkriegs nicht ausgetragen
- 1919/20: nicht beendet